# Свети Илия (Бирино)
Вижте пояснителната страница за други значения на Свети Илия.
„Свети Илия“ (на македонска литературна норма: „Свети Илија“) е възрожденска православна църква в крушевското село Бирино, югозападната част на Северна Македония. Част е от Крушевско-Демирхисарската епархия на Македонската православна църква – Охридска архиепископия. Църквата се намира в самото село и днес е една от малкото запазени сгради в изселеното село Бирино.
Църквата е построена в XIX век. На нейно място преди това е имало църковна постройка, разрушена в средата на XIX век. Според надписа над входната врата възстановяването на църквата е извършено в 1882 година.

## Галерия
- Апсидата
- Вътрешността
- Надпис над входа на църквата с годината на изграждане 1882
- Главният вход
- Камбанарията